# Эффект доктора Фокса

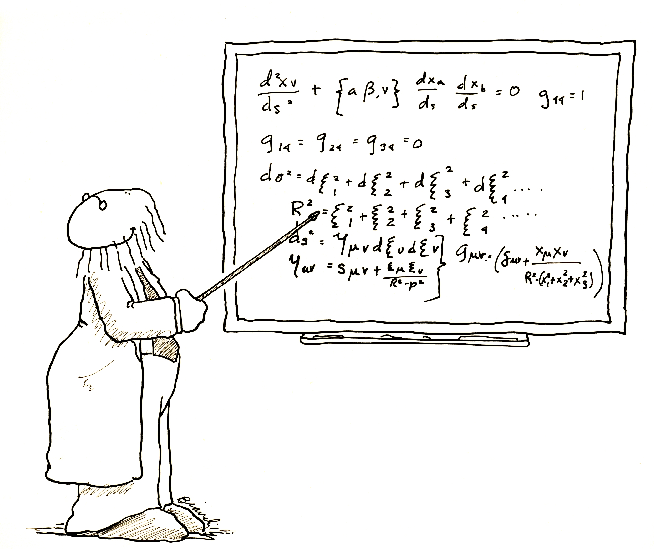
Лекция

Эффе́кт до́ктора Фо́кса — психологический эффект, заключающийся в том, что прекрасная выразительность лектора может полностью завуалировать для обучающихся бесполезность и вымышленность всего материала лекции, при этом обучающимся будет казаться, что они действительно чему-то выучились. Точнее говоря, имеется корреляция между положительными оценками учащихся слушателей по части качества доклада и степенью импрессивности лектора. Эффект получил это название в 1970 году, когда в медицинской школе Калифорнийского университета был проведён эксперимент, где подготовленный актёр выступил с докладом под именем доктора Майрона Фокса. Содержание доклада было выдержано в научном стиле, однако доклад слабо относился к теме, был незаконченным и содержал противоречивые высказывания и неологизмы. Актёр, ничего не понимающий в теме доклада, выступил выразительно и ярко (экспрессивно), завоевав большие симпатии слушателей. 
Подтвердившийся эффект доктора Фокса значительно скорректировал систему оценивания студентами качества лекции там, где таковая педагогическая система имеется.